# Amering
Amering è una frazione di 1 079 abitanti del comune austriaco di Obdach, nel distretto di Murtal, in Stiria. Già comune autonomo, il 1º gennaio 2015 è stato aggregato a Obdach assieme agli altri comuni soppressi di Sankt Anna am Lavantegg e Sankt Wolfgang-Kienberg.